# Мезиново
Мезиново — деревня Афанасьевского сельсовета Измалковского района Липецкой области.

## География
Мезиново находится восточнее села Асламово. Рядом протекает река, имеются просёлочная дорога и одна улица — Полевая.

## Население
| 2010 |
| ---- |
| 4    |